# Taras-Bruderschaft

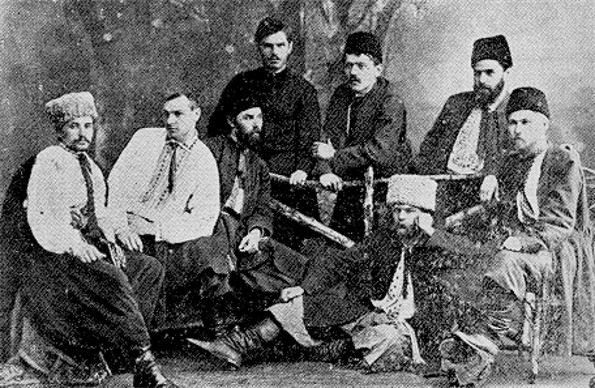
Mitglieder der Bruderschaft in Charkiw

Die Taras-Bruderschaft oder Tarasowzen-Bruderschaft (ukrainisch Братство Тарасівці) war eine nach dem ukrainischen Nationaldichter Taras Schewtschenko benannte Geheimorganisation in den ukrainischen Gebieten des Russischen Reiches von 1891 bis 1898. Sie setzte sich für eine stärkere Verbreitung der ukrainischen Sprache und Kultur sowie für eine politische Unabhängigkeit der Ukraine ein.

## Geschichte
Im Sommer 1891 beschlossen Studenten der Universität Charkow am Grab von Taras Schewtschenko bei Kaniw, eine Organisation zu gründen, die für eine stärkere Verbreitung der ukrainischen Sprache und Kultur eintreten wollte. Zu den Gründern gehörten: Iwan Lypa, Borys Hrintschenko, Mykola Michnowskyj und Witalij Borowyk (Віталій Гаврилович Боровик). Das politische Ziel war eine Unabhängigkeit der ukrainischen Gebiete im Russischen Reich und Galiziens.
Mitglieder wurden Studenten, Schüler, Bauern und Arbeiter. Das Zentrum der Aktivitäten war zunächst Charkow. Iwan Lypa formulierte die Ziele der Organisation in einem Artikel im April 1893 in der Zeitschrift Prawda unter anonymem Namen. Im Sommer 1893 wurden viele wichtige Mitglieder festgenommen.
Das neue Zentrum wurde Kiew, weitere Gruppen entstanden in Odessa, Poltawa, Lubny, Pryluky und in anderen Orten.
1898 löste sich die Organisation auf.
Im Jahre 1897 hatte sich aus der ähnlich ausgerichteten Organisation Stara Hromada die Allgemeine Ukrainische Unparteiliche Demokratische Organisation gebildet, die vor allem politische Ziele verfolgte.

## Ziele
Die Organisation strebte eine stärkere Verbreitung der ukrainischen Sprache in den Familien, in den Schulen und in der Gesellschaft an. Die ukrainische Kultur und Tradition sollte gefördert werden, ebenso die Ideen von Taras Schewtschenko.
Die Ukraine sollte als eigenständiger Staat gebildet werden, mit föderalen Strukturen, einem Parlament (Sejm), einem Hetman als Präsidenten, Freiheit der Religion, Trennung von Staat und Kirche und der Gleichheit aller Klassen. Im Russischen Reich sollten die verschiedenen Völker eine politische Autonomie erhalten und soziale Gerechtigkeit herrschen.